# Sport-Tiedje
Sport-Tiedje GmbH med huvudkontor i Schleswig, Tyskland, driver 43 fysiska butiker i Tyskland, Österrike, Schweiz, Belgien, Danmark, Storbritannien och Nederländerna och är Europas största fack- och näthandel inom träningsutrustning för hemmaträning. Sport-Tiedje är ett ägarlett företag. Sedan grundaren Ulrich Tiedjes avgång 2011 äger medgrundaren Christian Grau hundra procent av andelarna. För affärsåret 2014 redovisade Sport-Tiedje koncernen en omsättning på 51,4 miljoner Euro. Koncernen Sport-Tiedje har drygt 450 anställda. 

## Historia
Sport-Tiedje grundades 1984 av Ulrich Tiedje (född 20 januari 1957; död 18 november 2015), före detta bordtennisspelare i tyska Bundesliga och började som sportbutik i Schleswig. 1996 kom Christian Grau in i bilden. Sedan 1999 finns hela sortimentet på nätet med fokus på träningsmaskiner, träningsredskap och träningstillbehör.
2001 grundade Ulrich Tiedje och Christian Grau som delägare med lika rättigheter bolaget Sport-Tiedje GmbH. Utöver nätbutiker på olika språk öppnades från 2003 och framåt fler Sport-Tiedje butiker i Europa. Företagsgrundaren Ulrich Tiedje avgick 2011. Sedan dess äger Christian Grau hela företaget. Med butiksöppningarna i Bryssel och Amsterdam sommaren 2013 förde Sport-Tiedje in märket „T-Fitness“. 17 månader efter affärsinvigningen i Amsterdam fortsatte Sport‐Tiedje 2015 sin expansion i Nederländerna med övertagandet av fitnessbutikskedjan OZI Sport BV och fick ytterligare fyra filialer.  I slutet av 2015 växte Sport‐Tiedje ännu mer i Europa och tog över brittiska Powerhouse Fitness (Laidir Leisure Ltd., Glasgow), näst största företaget inom träningsutrustning för hemmaträning och fitnessutrustning i Storbritannien.

## Butiker
Sport-Tiedje driver fitnessbutiker i Berlin, Bielefeld, Bremen, Dortmund, Dresden, Düsseldorf, Essen, Frankfurt, Freiburg, Hamburg, Hannover, Karlsruhe, Kassel, Köln, Leipzig, Mannheim, München, Nürnberg, Schleswig, Stuttgart, Wiesbaden samt utanför Tyskland i Amsterdam, Aberdeen, Bern, Bodegraven, Bryssel, Den Haag, Edinburgh, Glasgow, Graz, Köpenhamn, Leeds, Linz, London, Newcastle, Nottingham, Roosendaal, Rotterdam, Wien och Zürich. Dessutom finns en Sport-Tiedje bas i Taiwan, som fungerar som kompetenscentrum för Sport-Tiedjes egna varumärken och för kvalitetsstyrning samt kvalitetskontroll.
Sport-Tiedjes huvudkontor ligger i Schleswig och här sköts både förvaltningen och kundservicen. Här finns också lagret för småartiklar. I närheten i Büdelsdorf ligger huvudlagret med en area på 14 000 m² samt verkstad som bland annat tar hand om retursändningar. Härifrån styrs också den internationella logistiken.

## Produktsortiment och service
Sport-Tiedje GmbH:s kärnverksamhet baseras på produktförsäljning till slutkonsument. Sport-Tiedje fungerar dels som exklusiv distributör av bland annat träningsmaskiner, kosttillskott och uteleksaker för barn. Utöver många varumärken säljer Sport-Tiedje också produkter med de egna varumärkena cardiostrong och Taurus. Sport-Tiedje håller även på att utöka sin försäljning till företagskunder. Företag och offentliga institutioner får hjälp och rådgivning vid planering av träningsrum och inköp av lämplig träningsutrustning. 